# Друга шанса (ТВ серија)
Друга шанса (тур. Kalbimdeki Deniz) турска је телевизијска серија, снимана од 2016. до 2018.
У Србији је емитује Happy од 10. маја 2025.

## Радња
Дениз има све што би једна жена могла да пожели, лагодан живот, мужа и децу који је воле. Међутим, једног дана све креће низбрдо. Речи Денизине другарице Хулије да сваки мушкарац вара жену уколико му се пружи прилика, уносе немир у Денизину главу. 
Како би уверила Дениз да је можда муж вара, доводи Шебнем, лепу, младу и јако згодну нову радницу која би завела Алихана. Шебнем успева да заведе Алихана, те након сплета околности ствари почињу да се погоршавају. Дениз сазнаје за његове дугове и кредите, као и да је кућа под хипотеком. 
Да ствари буду још горе, Алихан убрзо напушта жену и децу не оставивши никакав траг. Дениз остаје на улици сама са двоје деце и старим оцем, међутим, убрзо јој се путеви укрштају са Миратом, власником куће у којој одседају и уз кога ће Дениз добити нову шансу за срећу...

## Сезоне
| Сезона | Сезона | Број епизода (н) / (и)          | Приказивање у Турској                 |
| ------ | ------ | ------------------------------- | ------------------------------------- |
|        | 1      | 34 / 123 (1 — 34) / (1 — 123)   | 22. октобар 2016 — 17. јун 2017. ()   |
|        | 2      | 26 / 95 (35 — 60) / (124 — 218) | 9. септембар 2017 — 12. март 2018. () |

## Улоге
| Глумац:             | Улога:         |
| ------------------- | -------------- |
| Озге Озберк         | Дениз Озтуна   |
| Кутси               | Мират Јавуз    |
| Јешим Џерен Бозоглу | Фикрије        |
| Себахат Кумаш       | Дијар Сарикаја |
| Хакан Ератик        | Алихан Озтуна  |
| Девин Озгур Чинар   | Хулија Аксал   |
| Хакан Ванли         | Неџат Аксал    |
| Хазал Адијаман      | Еџе Озтуна     |
| Батухан Екши        | Мустафа Тархан |